# Comuna Kuhce, Zaricine
Kuhce (în ucraineană Кухче) este o comună în raionul Zaricine, regiunea Rivne, Ucraina, formată din satele Kuhce (reședința), Novosillea și Radove.

## Demografie
Componența lingvistică a comunei Kuhce
     Ucraineană (99,94%)
     Alte limbi (0,06%)
Conform recensământului din 2001, majoritatea populației comunei Kuhce era vorbitoare de ucraineană (99,94%), existând în minoritate și vorbitori de alte limbi.